# Camponotus clarithorax
Camponotus clarithorax är en myrart som beskrevs av William Steel Creighton 1950. Camponotus clarithorax ingår i släktet hästmyror, och familjen myror. Inga underarter finns listade.

## Bildgalleri

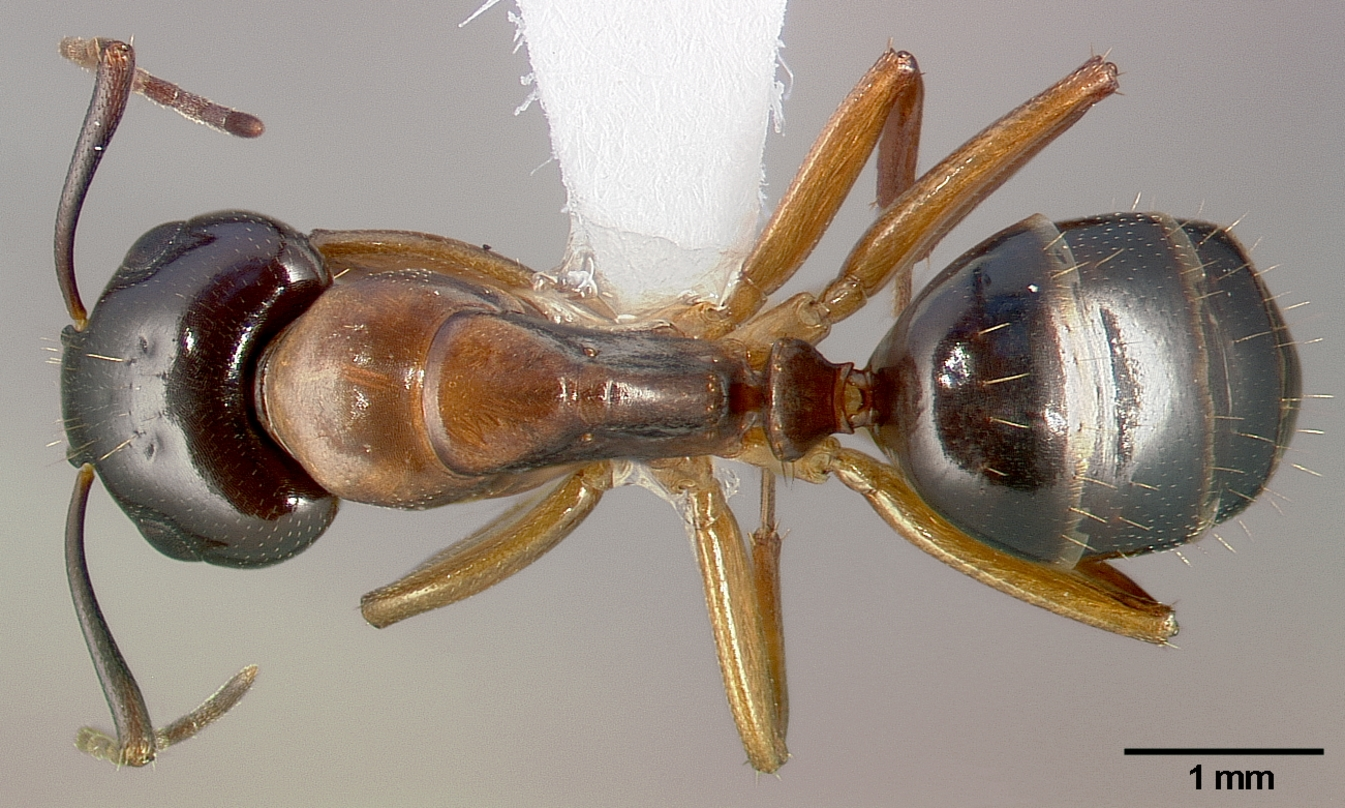
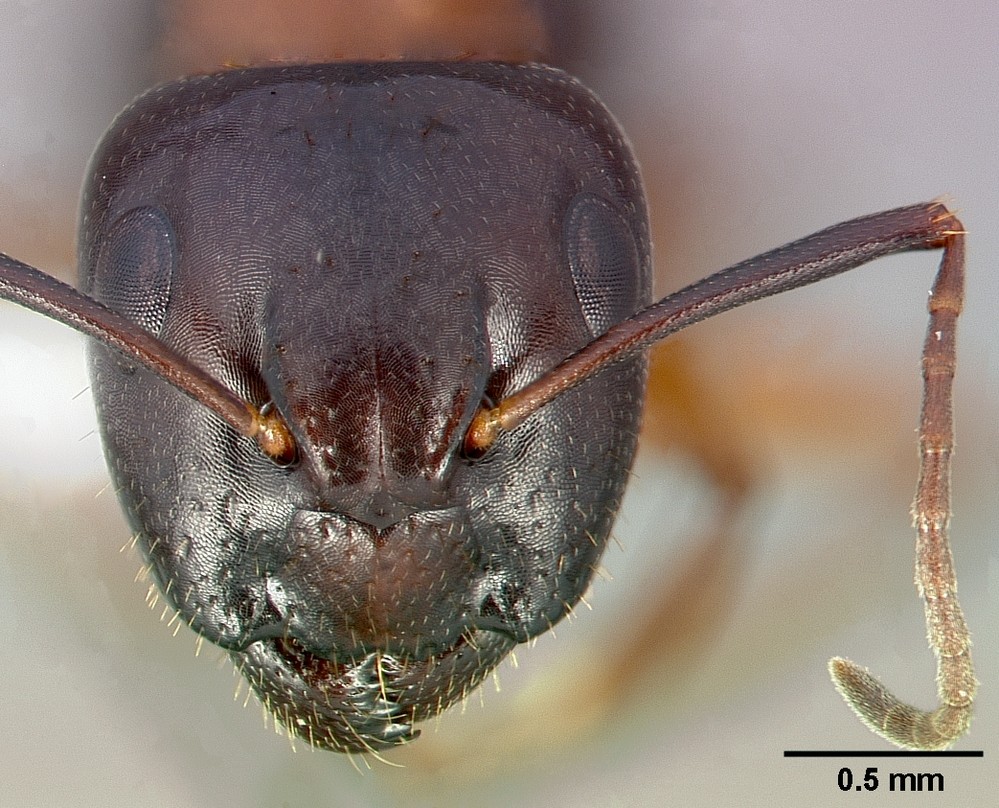
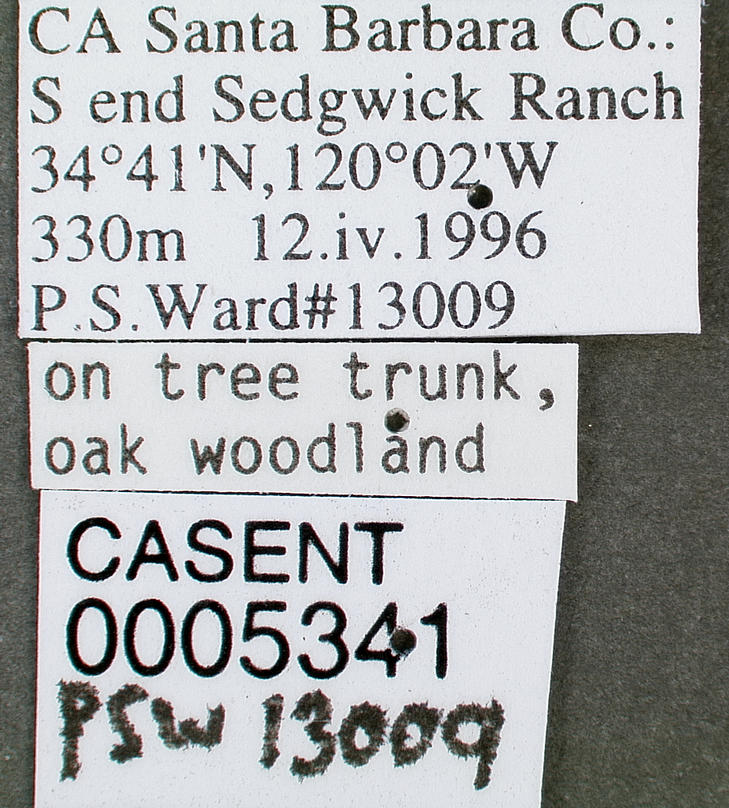
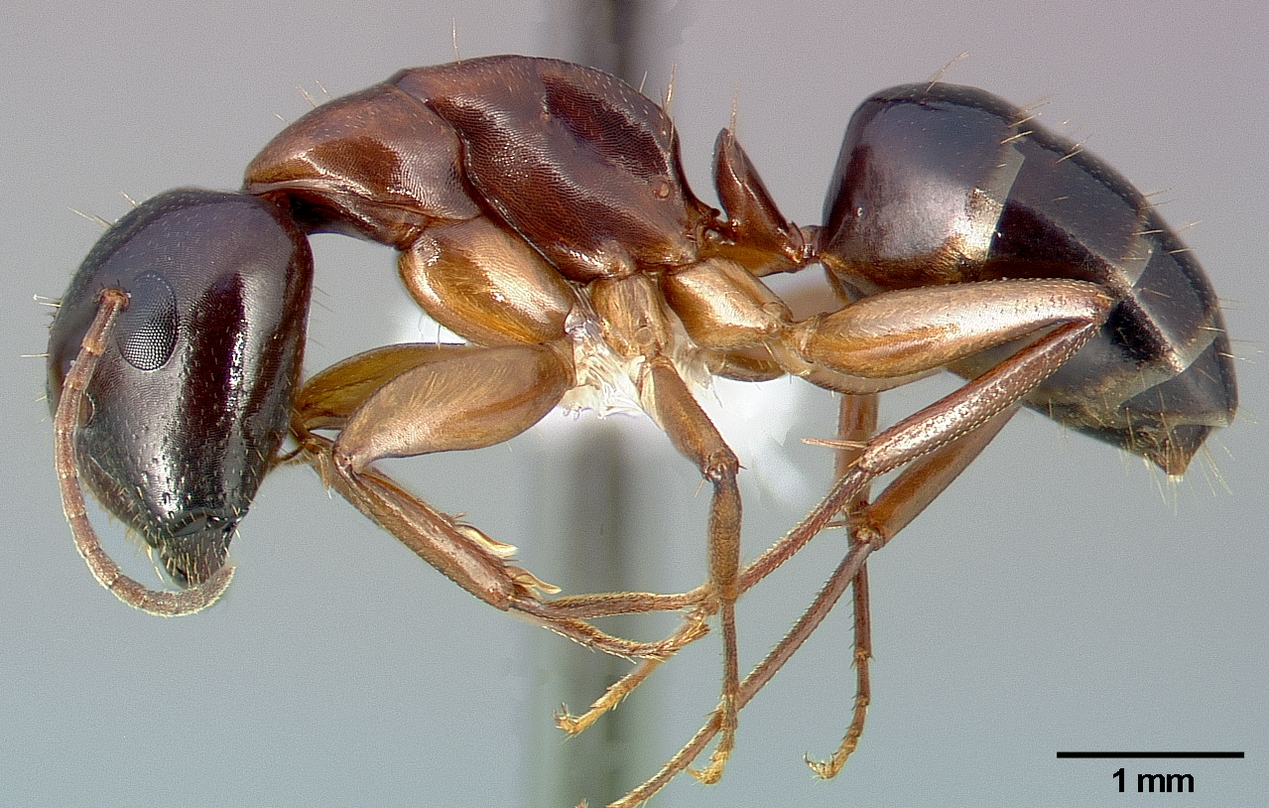